# Göran Högosta
Göran Högosta (né le 15 avril 1954 à Äppelbo en Suède) est un joueur professionnel suédois de hockey sur glace qui évoluait au poste de gardien de but.

## Biographie
Högosta est originaire de Äppelbo, un petit village au centre de la Suède. En 1976, il participe avec l'équipe nationale de Suède à la Coupe Canada. Il représente aussi son pays au championnat du monde à quatre reprises. Il conserve une moyenne de 1,31 but accordé en 7 parties lors de l'édition 1977 et est nommé meilleur gardien de but du tournoi. Ce championnat attire l’attention des dirigeants des Islanders de New York qui lui proposent un contrat pour évoluer avec eux. Durant la saison 1977-1978, il commence sa carrière dans la Ligue nationale de hockey en participant à un match avec les Islanders. Il permet à son coéquipier Billy Smith de conserver son blanchissage en n’allouant aucun but durant ses 9 minutes sur la patinoire. Il devient ainsi le premier gardien de but né et formé en Europe à jouer dans la Ligue nationale de hockey.
En 1979, il est échangé aux Nordiques de Québec en retour de Richard Brodeur. Durant sa seule saison avec les Nordiques, il est le gardien de but de l’équipe lors du premier match historique, le 10 octobre 1979, dans la LNH. L’année suivante, il retourne en Suède jouer pour le Frölunda HC après 22 parties dans la LNH.

## Statistiques

### En club
| Saison    | Équipe                | Ligue      |    | Saison régulière | Saison régulière | Saison régulière | Saison régulière | Saison régulière | Saison régulière | Saison régulière | Saison régulière | Saison régulière | Saison régulière |   | Séries éliminatoires | Séries éliminatoires | Séries éliminatoires | Séries éliminatoires | Séries éliminatoires | Séries éliminatoires | Séries éliminatoires | Séries éliminatoires | Séries éliminatoires |
| Saison    | Équipe                | Ligue      | PJ | V                | D                | Pr/N             | Min              | BC               | Moy              | % Arr            | Bl               | Pun              | PJ               | V | D                    | Min                  | BC                   | Moy                  | % Arr                | Bl                   | Pun                  |                      |                      |
| 1971-1972 | IF Tunabro            | Division 1 | 11 |                  |                  |                  | 660              |                  | 5,82             |                  |                  |                  | -                | - | -                    | -                    | -                    | -                    | -                    | -                    | -                    |                      |                      |
| 1972-1973 | IF Tunabro            | Division 1 | 10 |                  |                  |                  | 600              |                  | 5,9              | 86,2             |                  |                  | 6                | 3 | 0                    | 360                  |                      | 3,5                  |                      | 0                    | 0                    |                      |                      |
| 1973-1974 | IF Tunabro            | Division 1 | 10 |                  |                  |                  | 600              |                  | 6,2              | 83,5             |                  |                  | -                | - | -                    | -                    | -                    | -                    | -                    | -                    | -                    |                      |                      |
| 1974-1975 | Leksands IF           | Division 1 | 30 |                  |                  |                  | 1 800            |                  | 2,67             | 88               |                  |                  | 5                | 0 | 0                    | 304                  |                      | 2,96                 | 90,9                 | 0                    | 0                    |                      |                      |
| 1975-1976 | Leksands IF           | Elitserien | 27 |                  |                  |                  | 1 620            |                  | 4,43             | 85,8             |                  |                  | 4                | 0 | 0                    |                      |                      | 3,61                 | 85,6                 | 0                    | 0                    |                      |                      |
| 1976-1977 | Leksands IF           | Elitserien | 33 |                  |                  |                  | 1 921            | 126              | 3,94             | 87,4             | 0                | 0                | 4                | 0 | 0                    | 245                  |                      | 4,65                 | 88,5                 | 0                    | 0                    |                      |                      |
| 1977-1978 | Islanders de New York | LNH        | 1  | 0                | 0                | 0                | 8                | 0                | 0                | 100              | 0                | 0                | -                | - | -                    | -                    | -                    | -                    | -                    | -                    | -                    |                      |                      |
| 1977-1978 | Texans de Fort Worth  | LCH        | 5  | 3                | 2                | 0                | 297              | 19               | 3,84             | 87,3             | 0                | 0                | -                | - | -                    | -                    | -                    | -                    | -                    | -                    | -                    |                      |                      |
| 1977-1978 | Bears de Hershey      | LAH        | 23 | 6                | 13               | 2                | 1 254            | 82               | 3,92             | 95,9             | 1                | 0                | -                | - | -                    | -                    | -                    | -                    | -                    | -                    | -                    |                      |                      |
| 1978-1979 | Texans de Fort Worth  | LCH        | 61 | 25               | 29               | 4                | 3 332            | 195              | 3,51             | 87,7             | 2                | 2                | 3                | 1 | 2                    | 167                  |                      | 3,23                 |                      | 0                    | 0                    |                      |                      |
| 1979-1980 | Nordiques de Québec   | LNH        | 21 | 5                | 12               | 3                | 1 192            | 83               | 4,18             | 86,9             | 1                | 0                | -                | - | -                    | -                    | -                    | -                    | -                    | -                    | -                    |                      |                      |
| 1979-1980 | Firebirds de Syracuse | LAH        | 17 | 4                | 9                | 4                | 1 037            | 69               | 3,99             | 88,4             | 0                | 4                | -                | - | -                    | -                    | -                    | -                    | -                    | -                    | -                    |                      |                      |
| 1980-1981 | Västra Frölunda HC    | Elitserien | 18 |                  |                  |                  | 1 078            | 76               | 4,24             | 86,6             | 0                | 0                | 1                | 0 | 1                    | 60                   |                      | 6                    | 85,4                 | 0                    | 0                    |                      |                      |
| 1981-1982 | Västra Frölunda HC    | Elitserien | 28 |                  |                  |                  | 1 582            |                  | 3,38             | 89,9             |                  |                  | -                | - | -                    | -                    | -                    | -                    | -                    | -                    | -                    |                      |                      |
| 1982-1983 | Västra Frölunda HC    | Elitserien | 34 |                  |                  |                  | 1 980            | 140              | 4,24             | 87,9             | 1                | 8                | -                | - | -                    | -                    | -                    | -                    | -                    | -                    | -                    |                      |                      |
| 1983-1984 | Västra Frölunda HC    | Elitserien | 35 |                  |                  |                  | 1 093            | 150              | 4,31             | 86,2             | 1                | 12               | -                | - | -                    | -                    | -                    | -                    | -                    | -                    | -                    |                      |                      |
| 1986-1987 | Leksands IF           | Elitserien | 4  |                  |                  |                  | 200              |                  | 4,8              | 84,2             |                  |                  | -                | - | -                    | -                    | -                    | -                    | -                    | -                    | -                    |                      |                      |

### En équipe nationale
| Année | Équipe | Compétition                 |   | PJ | Min | BC   | Moy  | % Arr | Bl | Pun                |  | Résultat |
| 1972  | Suède  | Championnat d'Europe junior | 4 |    |     | 4,25 |      |       |    | Médaille d'or      |  |          |
| 1973  | Suède  | Championnat d'Europe        | 2 |    |     | 1,71 |      |       |    | Médaille d'argent  |  |          |
| 1974  | Suède  | Championnat du monde junior | 4 |    |     | 3,14 |      |       |    | 4e place           |  |          |
| 1975  | Suède  | Championnat du monde        | 4 |    |     | 3,27 | 86,5 |       |    | Médaille de bronze |  |          |
| 1976  | Suède  | Championnat du monde        | 6 |    |     | 3,33 | 89,1 | 0     |    | Médaille de bronze |  |          |
| 1976  | Suède  | Coupe Canada                | 1 |    |     | 1    | 96,5 | 0     |    | 4e place           |  |          |
| 1977  | Suède  | Championnat du monde        | 7 |    |     | 1,31 |      |       |    | Médaille d'argent  |  |          |
| 1978  | Suède  | Championnat du monde        | 7 |    |     | 3,37 |      | 0     |    | 4e place           |  |          |